# Rétroversion
Cet article concerne le mouvement de rétroversion en médecine. Pour la rétroversion en linguistique, voir Rétrotraduction.
Le mouvement de rétroversion est l'action de ramener en arrière. Se dit du bassin lorsque l'on ramène les os iliaques en arrière sous l'action des muscles ischio-jambiers par exemple (rotation arrière du bassin dans le plan sagittal). S'oppose à l'antéversion.